# Синагога (Стара Сіль)
Синагога в Старій Солі з'явилась у другій половині XVIII століття, хоча точна дата невідома. Була знищена нацистами під час Другої світової війни. Після війни не відновлювалася.